# 2011年札幌市長選挙
2011年札幌市長選挙（2011ねんさっぽろしちょうせんきょ）は、北海道の道庁所在地で政令指定都市でもある札幌市の市長を選出するために行われた選挙で、第17回統一地方選挙前半戦投票日である2011年4月10日に投票が行われた。

## 概要
市長の任期4年が満了したことに伴って行われた選挙である。選挙は現職で国政与党である民主党などが推薦する上田文雄に、元総務省官僚で自由民主党（以下、自民党）が推薦する本間奈々による与野党一騎討ちの選挙戦となった。選挙戦は3月11日に発生した東北地方太平洋沖地震による震災被害（東日本大震災）に因る自粛ムードの中で行われ、現職市長2期8年の実績を前面に打ち出した上田候補に対し、本間候補は公共投資を増額して低迷する札幌経済を活性化させるべきと主張した。選挙の結果、上田候補が本間候補に大差をつけて3選を果たした。

## 基礎データ
- 選挙事由：市長の任期満了
- 告示日：2011年3月28日
- 投票日：2011年4月10日
- 有権者数：1,564,072名
- 立候補者：2名

| 候補者名 | 年齢 | 党派   | 新旧 | 推薦・支持党派               | 備考                    |
| -------- | ---- | ------ | ---- | ---------------------------- | ----------------------- |
| 上田文雄 | 62   | 無所属 | 現職 | 民主党・社会民主党・国民新党 | 札幌市長（2期）・弁護士 |
| 本間奈々 | 41   | 無所属 | 新人 | 自由民主党                   | 総務省官僚              |

## 選挙結果
選挙の結果、現職の上田候補が本間候補を大差で抑えて当選し、3選を果たした。投票率は58％で前回を4％ほど下回る結果となった。
- 投票率：58.54％（投票者数915,531名）前回選挙投票率62.22％
- 当選者：上田文雄（現職）

| 当落     | 候補者   | 党派     | 新旧     | 得票数  | 得票率 | 推薦・支持党派           |
| 当選     | 上田文雄 | 無所属   | 現職     | 531,524 | 59.1％ | 民主党・社民党・国民新党 |
| -------- | -------- | -------- | -------- | ------- | ------ | ------------------------ |
|          | 本間奈々 | 無所属   | 新人     | 367,660 | 40.9％ | 自民党                   |
|          | 得票総数 | 得票総数 | 得票総数 | 899,184 | 100％  |                          |
| 無効票   | 無効票   | 無効票   | 16,322   |         |        |                          |
| 投票総数 | 投票総数 | 投票総数 | 915,506  |         |        |                          |
出典：“平成23年札幌市長選挙投票確定（全市）”.   札幌市選挙管理委員会 (2011年4月11日). 2011年11月13日閲覧。“平成23年札幌市長選挙開票結果（全市）”.   札幌市選挙管理委員会 (2011年4月11日). 2011年11月13日閲覧。
当選した上田候補は財政再建やゴミ減量化など2期8年の実績を訴え、公約の第1に保育所や特別養護老人ホーム増設など「福祉型社会の実現」を訴え、幅広い支持を集めることに成功した。出口調査でみた場合、上田候補は推薦を受けた民主党や社民党の支持層の8割近くから支持を集め、自主投票となった共産党支持層から7割、無党派層からも6割近くの支持を集めた。一方、破れた本間候補は前回自民党推薦候補を支援した公明党や経済界が自主投票を決めたこと、震災による自粛ムードの中、街頭活動を控えたため知名度不足を挽回できなかったことが敗因となった。